# Stronnictwo Demokratyczno-Narodowe (Galicja)
Stronnictwo Demokratyczno-Narodowe – polska partia polityczna działająca w Galicji na początku XX wieku.

## Charakterystyka
Przygotowania do powstania ugrupowania zostały podjęte w 1901. Osobą zaangażowaną w utworzenie partii był Stanisław Głąbiński, który zorganizował szereg spotkań w celu powołania formacji. Decyzja o utworzeniu SDN została podjęta podczas zebrania w dniu 6 stycznia 1904. Prócz Głąbinskiego brali w nim udział: Jan Gwalbert Pawlikowski, Jan Ludwik Popławski, Ernest Adam, Leonard Tarnawski, Tadeusz Dwernicki i Michał Grek. W dniu 17 stycznia 1904 odbyło się we Lwowie spotkanie programowe, które traktowane jest jako pierwszy zjazd nowo powstałej partii w Galicji. Obok uchwalenia tzw. zasad programowych, powołano Komisję Programowo-Ogranizacyjną (w prezydium zasiadali: Głąbiński, Tarnawski, Pawlikowski, skarbnikiem został Adam, sekretarzem – Stanisław Biega, a referentem programowym Zdzisław Próchnicki. W lutym i marcu tego samego roku odbyło się pięć spotkań Komisji. Ostatecznie tworzenie programu ugrupowania zakończono latem 1905, zaś jego przyjęcie odbyło się w trakcie II Zjazdu SDN (Lwów, 8-9 grudnia 1905). W tym samym roku organizowano struktury powiatowe i gminne stronnictwa (od 1907 zajmowała się tym tzw. Komisja Organizacyjna). Krakowskie struktury SDN powstały w 1906. Trzeci zjazd ugrupowania miał miejsce 6-7 stycznia 1909. Działalność partii była ściśle związana z funkcjonowaniem Ligi Narodowej. Szereg organizacji, w których endecy posiadali swoje wpływy, również wchodziło w relacje z SDN. Były to: Towarzystwo Naukowe, Towarzystwo Wydawnicze, Związek Polskich Gimnastycznych Towarzystw Sokolich, Towarzystwo Szkoły Ludowej, Towarzystwo Oświaty Ludowej, Galicyjskie Towarzystwo Gospodarskie, Towarzystwo Kółek Rolniczych, Organizacja Jedności Narodowej, Rada Narodowa, Związek Polskich Organizacji Narodowych, Towarzystwo Wzajemnej Pomocy Uczestnikom Powstania 1863 roku, Towarzystwo „Ziemia Polska”, Towarzystwo Parcelacyjne, Towarzystwo Handlowo-Geograficzne, Krajowy Związek Przemysłowy, Towarzystwo Kursów Akademickich dla Kobiet, Związek Stowarzyszeń Zarobkowych i Gospodarczych, Związek 30 Miast Galicyjskich, Towarzystwo Czytelni Ludowych.
Przyjęcie przez endecję orientacji na Rosję zostało przyjęte w środowisku galicyjskim narodowców bez entuzjazmu. Utrzymywano lojalną postawę wobec Wiednia, licząc na utworzenie trójczłonowej monarchii, złożonej z Austrii, Węgier i Polski. Z rezerwą podchodzono również do idei neoslawizmu. Aktywnie uczestniczono w militarnym szkoleniu młodzieży. Narodowi demokraci współtworzyli następujące organizacje: Drużyny Bartoszowe, Polowe Drużyny Sokole, Drużyny Podhalańskie, Polski Związek Wojskowy, Polskie Drużyny Strzeleckie, Polskie Kadry Wojskowe, Małopolską Straż Obywatelską, Małopolskie Oddziały Armii Ochotniczej. W czasie zjazdu z 1909 zaznaczono zarówno antyniemieckość, jak i antyrosyjskość ugrupowania. Ostatecznie na zjazdach w maju 1910 oraz marcu 1912 przyjęto geopolityczne projekty Romana Dmowskiego. W łonie galicyjskiej istniał podział: Głąbiński skłaniał się ku współpracy z Wiedniem, natomiast Stanisławowi Grabskiemu było bliżej do koncepcji prezentowanych przez SND z kongresówki.
Pod koniec lipca 1914 politycy SDN współtworzyli Centralny Komitet Narodowy we Lwowie. Wiedeńskie rozmowy Głąbińskiego, jako wysłannika CKN, o powołaniu armii polskiej zakończyły się niepowodzeniem. W połowie sierpnia tego samego roku endecy weszli w skład Naczelnego Komitetu Narodowego w Krakowie. Sekcja Wschodnia NKN, z politykami narodowymi, rozpoczęła organizowanie Legionu Wschodniego. Jednak spór o rotę przysięgi spowodował, że we wrześniu 1914 oddział został rozformowany, a endecy wystąpili z NKN. Ostatecznie też porzucono orientację na Austro-Węgry.
Działacze SDN, w obawie przed represjami, w czerwcu 1915 wyjechali na Ukrainę i Wołyń, gdzie kontynuowali działalność społeczno-polityczną. Struktury polityczne partii zaczęto odbudowywać w Galicji od 1917. W licznych enuncjacjach podkreślano wolę odbudowy niepodległej Polski, mającej dostęp do morza.
Galicyjscy endecy współtworzyli lokalne ośrodki władzy na terenach będących do tej pory pod zaborem austriackim. Były to takie instytucje, jak Rada Narodowa Księstwa Cieszyńskiego, Polska Komisja Likwidacyjna, Polski Komitet Narodowy we Lwowie, Tymczasowy Komitet Rządzący.

## Działalność parlamentarna

### Austriacka Rada Państwa
Stanisław Głąbiński został wybrany do Reichsratu jako pierwszy narodowy demokrata w okręgu lwowskim w głosowaniu 12 maja 1902. Wybory przeprowadzone od 14 do 31 maja 1907 przyniosły endekom sukces (16 mandatów: Roger Battaglia, Stanisław Biały, Józef Buzek, Adolf Dietzius, Bartłomiej Fidler, Rudolf Gall, Ludomił German, Stanisław Głąbiński, Josef Gold, Wincenty Jabłoński, Antoni Maślanka, Józef Ptaś, Franciszek Tomaszewski, Wojciech Wiącek, Jan Zamorski, Jan Zarański oraz 4 kolejne w wyniku wyborów uzupełniających: Władysław Dębski, Edward Krupka, Stanisław Bieniowski i Aleksander Skarbek). Prezesem klubu parlamentarnego został Głąbiński, wiceprezesem – German, zaś sekretarzem Zamorski. Dzięki porozumieniom zawieranym z innymi polskimi grupami politycznymi Głąbiński od listopada 1907 do stycznia 1911 pełnił funkcję prezesa Koła Polskiego.
Wybory z czerwca-lipca 1911 były klęską endecji, która wywalczyła tylko 10 mandatów (Głąbiński, Buzek, Ptaś, Dębski, Gall, Jabłoński, Antoni Lewicki, Skarbek, Tadeusz Tertil, Zamorski). Głosowanie odbywało się w okolicznościach silnej walki politycznej z tzw. Blokiem Namiestnikowskim. Kandydaci endeccy byli prześladowani przez administrację rządową. Prezesem klubu dalej był Głąbiński, jego zastępcami Buzek i Ptaś. Utrata tak wielu mandatów oznaczała, że endecja nie odgrywała istotnej roli w Kole Polskim. O ile w latach 1907-1911 zasadniczo popierała funkcjonujące rządy mające większość parlamentarną, o tyle po 1911 przeszła do ostrej opozycji.
Obrady Rady Państwa zostały wznowione z końcem maja 1917. Endecy na forum parlamentu realizowali program niepodległościowy. Wspólnie z posłami ludowymi i socjalistycznymi wystąpili na początku października jako obywatele państwa polskiego. Niewiele miesiąc później Rada Państwa przestała istnieć.

### Sejm Krajowy
Galicyjscy narodowi demokraci do 1912 zasiadali w klubie lewicy demokratycznej i nie powoływali do życia własnej frakcji parlamentarnej (byli to: Stanisław Bal, Jan Bednarski, Tytus Buynowski, Stanisław Jabłoński, Emil Michałowski, Leonard Tarnawski, Franciszek Tomaszewski, od 1904 Głąbiński i od 1906 Jan Kleski). Podczas wyborów w lutym 1908 endecy uzyskali 11 mandatów (Bednarski, Głąbiński, Jabłoński, Ernest Adam, Battaglia, Kleski, Michałowski, Oktaw Sala, Stanisław Schaetzel, Skarbek i Tertil). W Sejmie walczyli przede wszystkim o poszerzenie jego kompetencji. Opowiadali się za reformą wyborczą uważając, by nie skorzystała na tym fakcie strona ukraińska. W czasie wyborów, które miały miejsce w czerwcu-lipcu 1913 endecy uzyskali 16 mandatów. Sejm obradował do początku 1914. Jesienią tego samego roku miały się odbyć wybory, do czego nie doszło z powodu wybuchu Wielkiej Wojny. Pomimo tego, że Sejm Krajowy nie obradował, w maju 1917 zebrało się Polskie Koło Parlamentarne, które poprzez rezolucję Włodzimierz Tetmajera wyraziło żądanie niepodległości Polski.

## Prasa SDN i Ligi Narodowej w Galicji[11]
- „Słowo Polskie” Lwów
- „Wiek XX” Lwów
- „Teka” Lwów
- „Kwartalnik Naukowo-Polityczny i Społeczny” Lwów
- „Głos Ziemi Sandomierskiej” Tarnobrzeg
- „Ojczyzna” Lwów-Kraków
- „Głos Polski” Tarnopol
- „Ateneum Polskie” Lwów
- „Ilustrowany Dziennik Polityczny Goniec” Lwów
- „Ilustrowana Gazeta Polska” Kraków
- „Goniec Pokucki” Kołomyja
- „Polska Gazeta Kresowa” Złoczów
- „Gazeta Kołomyjska”
- „Dziennik Cieszyński”
- „Gazeta Samborska”
- „Kurier Stanisławowski”
- „Ziemia Rzeszowska”
- „Ziemia Rzeszowska i Jarosławska”
- „Dzień” Nowy Sącz
- „Głos Jasielski”
- „Gazeta Podhalańska”
- „Zakopane”
- „Tygodnik Ziemi Sanockiej”
- „Głos Ziemi Sądeckiej” (od 1913 „Ziemia Sądecka”)
- „Krajowy Kolejarz” Kraków
- „Rok Polski” Kraków
- „Z Chwili” Lwów
- „Ilustrowany Dziennik Polski” Kraków
- „Goniec Krakowski”
- „Trybuna Narodu” Kraków
- „Lwowski Kurier Poranny”
- „Słowo Narodowe”